# Ascodipteron theodori
Ascodipteron theodori är en tvåvingeart som beskrevs av Maa 1965. Ascodipteron theodori ingår i släktet Ascodipteron och familjen lusflugor. Inga underarter finns listade i Catalogue of Life.